# Bonorva
Bonorva est une commune italienne de la province de Sassari dans la région Sardaigne en Italie.

## Géographie

### Hameaux
Les lieux-dits et frazione de Bonorva sont Rebeccu, Monte Cujaru-Sa Riforma et Santa Barbara-Ospedaletto.

### Communes limitrophes
Les communes attenantes à Bonorva sont : Bolotana, Bono, Bottidda, Cossoine, Giave, Illorai, Ittireddu, Macomer, Mores, Nughedu San Nicolò, Semestene et Torralba.

## Histoire
Le toponyme de Bonorva dérive du latin Bonus Orbis signifiant « bonne terre ».

## Administration
| Période                                  | Période | Identité        | Étiquette     | Qualité |
| ---------------------------------------- | ------- | --------------- | ------------- | ------- |
| 2011                                     |         | Gianmario Senes | Liste civique |         |
| Les données manquantes sont à compléter. |         |                 |               |         |

### Évolution démographique
Habitants recensés